# HTC Desire S
HTC Desire S — коммуникатор компании HTC, работающий на операционной системе Android. Устройство похоже на HTC Desire, HTC Wildfire S, HTC Desire HD и HTC Incredible S с небольшими отличиями от этих аппаратов.
Благодаря мощности гигагерцового процессора Snapdragon от Qualcomm, коммуникатор работает стабильно. Чип gpsOne на платформе Qualcomm обеспечивает возможность навигации (поддерживается a-GPS).
Корпус телефона выполнен из металла, с пластиковыми вставками на задней панели внизу и вверху.

## Обновления
С 22 октября 2011 года в России доступно FOTA-обновление ОС до Android 2.3.5, а HTC Sense — до 3.0. Также компания HTC подтвердила то, что Desire S получит обновление OC до Android 4.0.4, и HTC Sense 3.6 в июне-июле. В июле появилась информация о том, что выпуск обновления до Android 4.0.4 переносится на август-сентябрь. Вскоре была назначена точная дата — 20 августа. 20 августа на сайте для разработчиков вместо пакета обновления были размещены исходные коды ядра 3.0. 28 августа на том же сайте было выложено официальное обновление, но позже оно было удалено, ввиду большой нагрузки на сервера HTC. 31 августа пакет был повторно размещен и доступен для скачивания.

## О HTC
Компания HTC с появлением Андроид стала востребованной, потому что она сделала первый телефон на этой ОС.